# Acerophagus coccois
Acerophagus coccois is een vliesvleugelig insect uit de familie van de Encyrtidae. De wetenschappelijke naam is voor het eerst geldig gepubliceerd in 1880 door Emily A. Smith.